# Bobby Riggs
Robert Larimore »Bobby« Riggs, ameriški tenisač, * 25. februar 1918, Los Angeles, ZDA, † 25. oktober 1995, Encinitas, Kalifornija, ZDA.
Riggs je nekdanja številka ena na teniški lestvici in zmagovalec treh posamičnih turnirjev za Grand Slam, še dvakrat pa je zaigral v finalu. Osvojil je Prvenstvo Anglije leta 1939 ter Nacionalno prvenstvo ZDA v letih 1939 in 1941, v finalu pa je zaigral še v letih 1939 na turnirju za Amatersko prvenstvo Francije in 1940 na turnirju za Nacionalno prvenstvo ZDA. Med moškimi dvojicami je osvojil Prvenstvo Anglije leta 1939, med mešanimi dvojicami pa Prvenstvo Anglije leta 1939 in Nacionalno prvenstvo ZDA leta 1940. Leta 1973 se je v starosti petinpetdesetih let v Bitki spolov pomeril z aktivnima igralkama Margaret Court in Billie Jean King. Prvi dvoboj je dobil s 6–2 in 6–1, drugega pa izgubil s 4–6, 3–6 in 3–6.
Leta 1967 je bil sprejet v Mednarodni teniški hram slavnih.

## Finali Grand Slamov posamično (5)

### Zmage (3)
| Leto | Turnir                   | Nasprotnik v finalu | Rezultat finala         |
| 1939 | Prvenstvo Anglije        | Elwood Cooke        | 2–6, 8–6, 3–6, 6–3, 6–2 |
| 1939 | Nacionalno prvenstvo ZDA | Welby Van Horn      | 6–4, 6–2, 6–4           |
| 1941 | Nacionalno prvenstvo ZDA | Frank Kovacs        | 5–7, 6–1, 6–3, 6–3      |

### Porazi (2)
| Leto | Turnir                       | Nasprotnik v finalu | Rezultat finala         |
| 1939 | Amatersko prvenstvo Francije | Don McNeill         | 5–7, 0–6, 3–6           |
| 1940 | Nacionalno prvenstvo ZDA     | Don McNeill         | 6–4, 8–6, 3–6, 3–6, 5–7 |